# Rimbach (Oberpfalz)
Rimbach ist eine Gemeinde im Oberpfälzer Landkreis Cham.

## Gemeindegliederung
Es gibt 18 Gemeindeteile (in Klammern ist der Siedlungstyp angegeben):
- Aignhof (Weiler)
- Auberg (Siedlung)
- Dönning (Weiler)
- Grafenried (Weiler)
- Hinterlichteneck (Einöde)
- Kettersdorf (Dorf)
- Kollerbach (Siedlung)
- Lichteneck (Dorf)
- Madersdorf (Dorf)
- Offersdorf (Dorf)
- Perlesried (Einöde)
- Rimbach (Pfarrdorf)
- Schafhof (Dorf)
- Thenried (Dorf)
- Unterzettling (Einöde)
- Watzlsteg (Einöde)
- Wöhrmühle (Weiler)
- Zettisch (Dorf)

Es gibt die Gemarkungen Gotzendorf, Hoher Bogen, Rimbach, Thenried und Zenching. Die Gemarkung Gotzendorf wird mit der Nachbargemeinde Hohenwarth, die Gemarkung Zenching wird mit der Gemeinde Arnschwang geteilt.

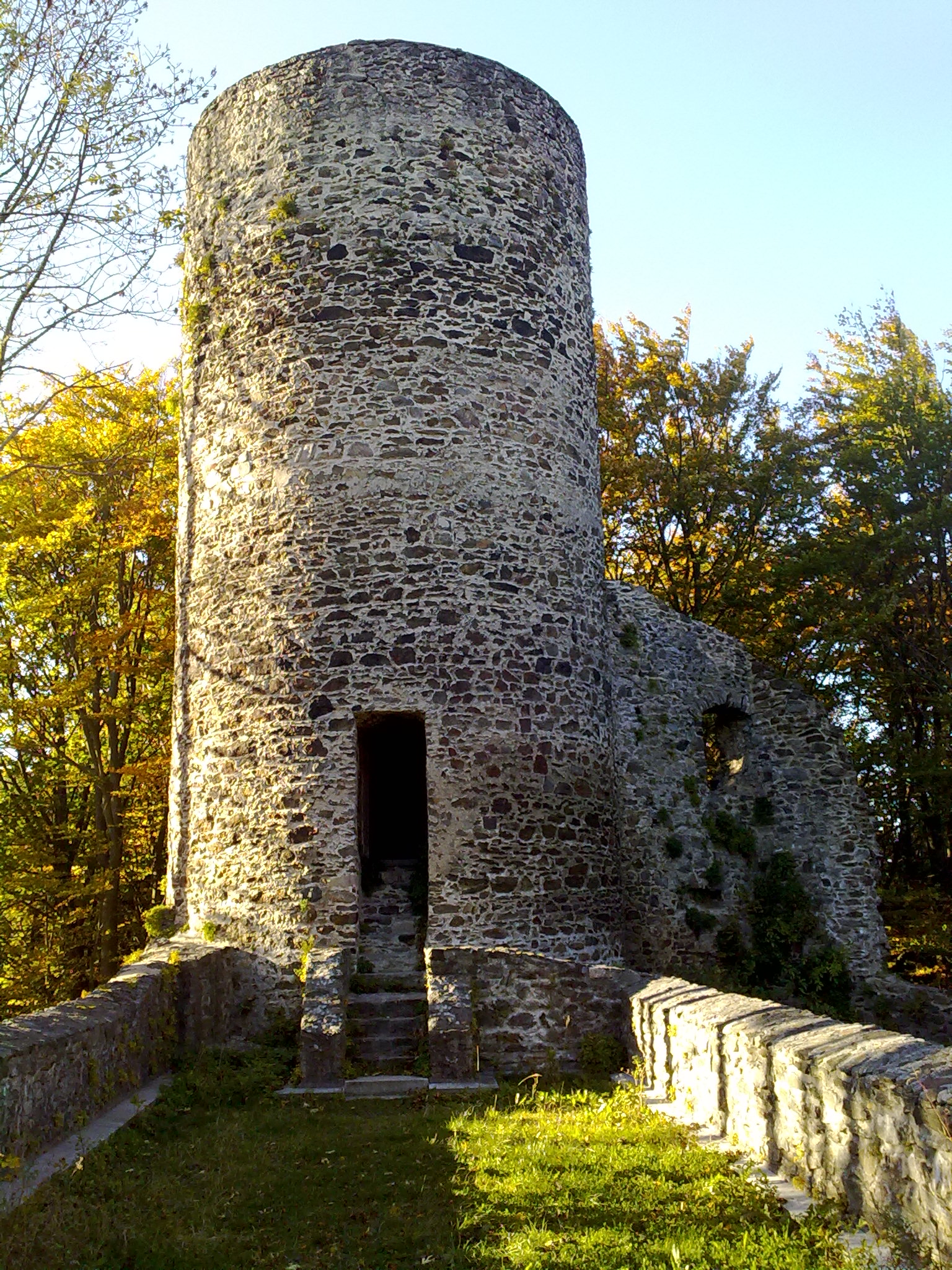
Burgruine Lichtenegg

## Geschichte

### Bis zur Gemeindegründung
Die Burg Lichteneck (auch Lichtenegg) war ursprünglich der Mittelpunkt einer Hofmark, zu der große Teile des heutigen Gemeindegebiets gehörten. Die Pelkofen ließen unterhalb des Burgruine ein neues Schlössl und 1719 die örtliche Pfarrkirche erbauen. 1741 ging die Hofmark Lichteneck-Rimbach an die Nothafft von Weißenstein über.  

### 19. und 20. Jahrhundert
Mit den Gemeindeedikten von 1808 und 1818 wurde Rimbach zum ersten Mal Gemeinde, unterlag aber noch der Patrimonialgerichtsbarkeit der Nothafft. Mit dem Verkauf der Nothafft‘schen Güter 1829 ging die Gerichtsbarkeit an das Landgericht Kötzting über.
Mit einem am 28. Mai 1852 verabschiedeten Gesetz erhielt die Gemeinde erstmals auch den Status einer öffentlich-rechtlichen Körperschaft und konnte als Gemeinde im heutigen Sinne bezeichnet werden.
Während des Zweiten Weltkriegs spielte Rimbach kaum eine Rolle. Es gibt nur einen Vorfall, den man als Kampfhandlung bezeichnen könnte, nämlich als 1945 zwei Angehörige der Waffen-SS gegen die einrückenden US-Soldaten Widerstand leisteten und von diesen erschossen wurden.

### Hoher Bogen
Während des Kalten Krieges diente der „Hausberg“ Rimbachs, der Hohe Bogen, ab 1957 als Standort für einen NATO-Horchposten. Neben Angehörigen der Bundeswehr waren dort bis 1993 US-amerikanische und bis 1994 französische Einheiten stationiert. Der bundesdeutsche Teil der Anlage wurde im Jahr 2004 endgültig stillgelegt. Die beiden Fernmeldetürme stehen jedoch immer noch auf einem Gipfel des Hohen Bogens, dem Eckstein. Sie wurden 2008 von einem Investor erworben, der seit 2014 einen der Türme mithilfe eines zu diesem Zweck gegründeten Fördervereins zu einer Aussichtsplattform für touristische Zwecke ausbauen lässt.

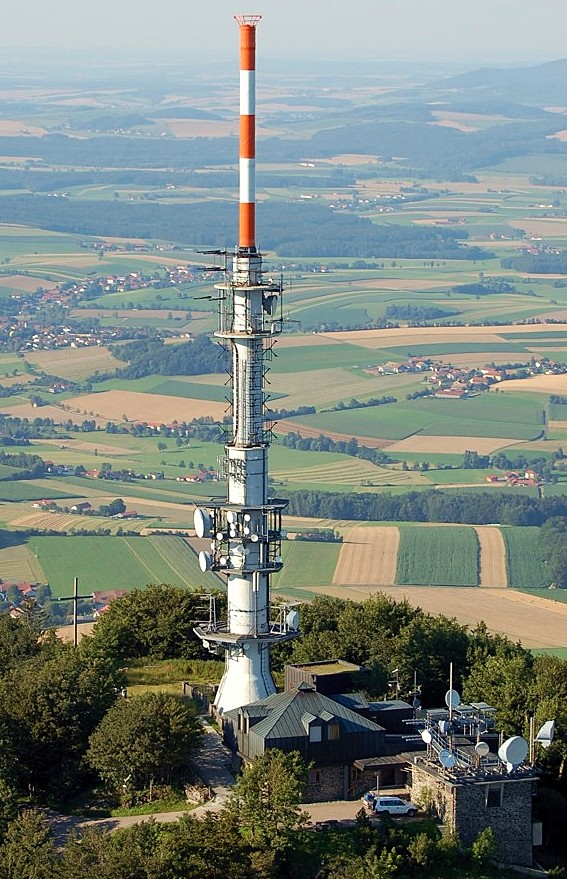
Sender Hoher Bogen

Außerdem dient der Hohe Bogen seit 1952 als Standort einer Sendeanlage des Bayerischen Rundfunks. Bis 1961 wurde ein 30 Meter hoher, freistehender Stahlfachwerkturm verwendet, der 1961 durch den heutigen 75 Meter hohen Stahlbetonturm ersetzt wurde. 2007 wurden zwei Bauteile von etwa drei bis vier Tonnen Gewicht wegen Fehler und Ungleichgewicht durch stabilere Teile ersetzt, wozu ein Lastenhelikopter diente.

### Eingemeindungen
Im Zuge der Gebietsreform in Bayern wurden am 1. Januar 1972 die Gemeinde Thenried und ein Teil der ehemaligen Gemeinde Gotzendorf eingegliedert. Am 1. Juli 1972 kamen Teile von Zenching hinzu. Der Gemeindeteil Thenried war von 1852 bis 1972 eine selbständige Gemeinde.
Am 1. Januar 1972 wurde die Gemeinde Gotzendorf auf die Gemeinden Hohenwarth (Hauptteil, damals etwas mehr als 400 Einwohner) und Rimbach (damals etwa 70 Einwohner) aufgeteilt. Die Gemeinde Zenching wurde am 1. Juli 1972 aufgelöst. Mehr als 300 Einwohner wechselten nach Arnschwang, etwa 80 Einwohner nach Rimbach.

### Einwohnerentwicklung
Zwischen 1988 und 2018 sank die Einwohnerzahl von 1919 auf 1821 um 98 Einwohner bzw. um 5,1 %.

## Politik

### Bürgermeister und Parteien
Erster Bürgermeister ist seit 1. Mai 2020 Heinz Niedermayer (CSU); er wurde am 15. März 2020 mit 88,0 % der gültigen Stimmen gewählt.
Sein Vorgänger war von Mai 2014 bis April 2020 Ludwig Fischer (CSU). Dessen Vorgänger war seit 1990 Theo Amberger (CSU). In Rimbach gibt es einen CSU-Ortsverband.

### Gemeinderat
Bei der Wahl am 15. März 2020 ergab sich folgende Stimmen- und Sitzverteilung im Gemeinderat::
|                               | Sitze | Stimmenanteil |
| ----------------------------- | ----- | ------------- |
| CSU                           | 3     | 28,8 %        |
| Freie Bürger Rimbach          | 3     | 21,5 %        |
| Einigkeit                     | 2     | 15,5 %        |
| Freie Wählerschaft            | 2     | 19,6 %        |
| Unabhängige Wählervereinigung | 2     | 14,5 %        |
| Gesamt                        | 12    | 100,0 %       |

Die Wahlbeteiligung betrug 63,0 %.

### Wappen
| Wappen von Rimbach | Blasonierung: „In Blau ein schräglinkes goldenes Flammenschwert mit silbernem Griff, in der rechten oberen Ecke ein Schildchen, gespalten von Rot und Silber, vorne ein silberner Balken.“ |
| Wappen von Rimbach | Das Wappen wird seit 1982 geführt. |

## Pfarrei
Die Pfarrei Rimbach mit der Expositur Zenching gehört zum Bistum Regensburg.

## Baudenkmäler
- Katholische Pfarrkirche St. Michael
- Abhörturm am Hohen Bogen
- Burgruine Lichteneck

## Bodendenkmäler
- Turmhügelburg Aignhof

## Wirtschaft

### Arbeitsplätze und Landwirtschaft
2017 gab es in der Gemeinde 252 sozialversicherungspflichtige Arbeitsplätze. Von der Wohnbevölkerung standen 770 Personen in einem versicherungspflichtigen Beschäftigungsverhältnis. Damit war die Zahl der Auspendler um 518 Personen größer als die der Einpendler. 27 Einwohner waren arbeitslos. 2016 gab es 25 landwirtschaftliche Betriebe; von der Gemeindefläche waren 684 Hektar landwirtschaftlich genutzt.

### Bildung
In der Gemeinde gibt es folgende Einrichtungen:
- Kindertageseinrichtung mit 52 Plätzen und 38 betreuten Kindern (1. März 2018)
- Hohen-Bogen-Grundschule mit drei Lehrkräften und 55 Schülern.[12]